# دودة براعم الراتينجية
تُعد دودة براعم الراتينجية وأقاربها عبارة عن مجموعة من الحشرات وثيقة الارتباط في جنس Choristoneura. معظمها آفات خطيرة على نباتات الصنوبريات، مثل شجرة الراتينجية. هناك ما يقرب من أربعين نوعًا من أنواع Choristoneura، وكم كبير من النويعات، أو أشباها. أعطانها في أمريكا الشمالية، الولايات المتحدة وكندا وفي أوراسيا.